# Mercedes-Benz Conecto
Il Mercedes-Benz O345 Conecto è un modello di autobus della Mercedes-Benz, costruito nella sua sede in Turchia a partire dal 1996.
Il Conecto è un autobus di linea di fascia bassa destinato prevalentemente al mercato dell'Europa orientale; esiste sia in versione urbana, sia interurbana e snodata.
Nel 2002 il Conecto ha subìto un restyling che gli ha conferito una linea più moderna.
Nel 2007 la versione interurbana (Conecto Ü) è stata sostituita dal nuovo modello Intouro, mentre per la versione urbana (Conecto H) è stato disegnato un nuovo modello che, pur mantenendo il nome originale, si presenta piuttosto come una versione semplificata dell'autobus urbano di fascia alta Citaro.
Il Conecto ha avuto una discreta diffusione nell'Europa dell'est, mercato a cui era destinata. Essendo un mezzo di fascia bassa, in Francia ha trovato largo impiego come autobus per servizi scolastici al pari di modelli quali l'Irisbus Récréo. Il Conecto non era inizialmente destinato al mercato italiano, ma ciononostante diversi esemplari in versione interurbana sono arrivati a varie aziende del nord, tramite l'azienda inglese Arriva del cui gruppo fanno parte.
In Italia la maggior presenza di questi mezzi si riscontra a Torino, che possiede 136 Conecto in versione urbana (41 in versione 12m, 48 in versione 12m CNG e 47 in versione 18m), acquistati dal Gruppo Torinese Trasporti nel biennio 2019/20 e da Trieste Trasporti nel 2023.

## Versioni
- Conecto Ü: interurbano
- Conecto H: urbano
- Conecto G: urbano snodato